# برونو سانتوس دا سیلوا
برونو سانتوس دا سیلوا (به پرتغالی: Bruno Santos da Silva) مهاجم اهل برزیل است که در شهر ریودو ژانیرو و در تاریخ ۳۱ اوت ۱۹۸۳ به دنیا آمده‌است.
برونو سانتوس دا سیلوا در تیم‌های فوتبال IFK Norrköping سابقهٔ حضور دارد.